# 杜威十进制图书分类法

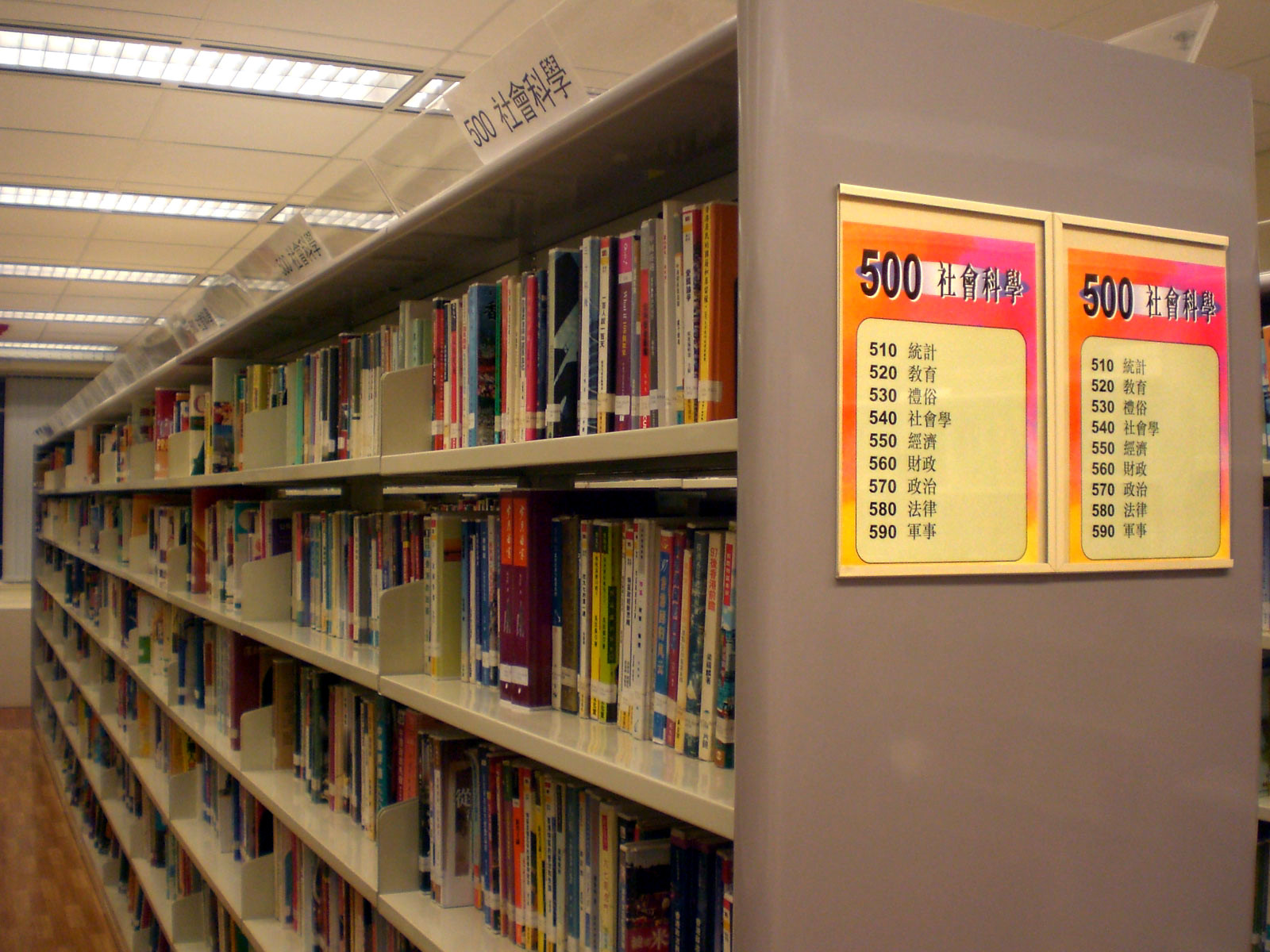
香港一間圖書館的書架，掛有中文圖書分類法的目錄。該分類法即改編自杜威十進位分類法。

杜威十进制图书分类法（英語：Dewey Decimal Classification, DDC; Dewey Decimal System）是在1876年由美国图书馆专家麦尔威·杜威撰寫並出版的圖書分類法；起初該分類法內容僅描述於4頁摺頁當中，但經歷擴充至並進行23次主要改版，最近一次修訂是在2011年完成。該分類法在小型圖書館有較為簡化的分類系統。目前該分類由非營利社團連線電腦圖書館中心維護，並經營WebDewey網站以持續進行版本更新。

## 設計
杜威十進位圖書分類法依據學科或學問領域來組織圖書館的館藏。主要的領域包含哲學、社會科學、自然科學、科技與歷史。這些領域組成該分類中的十大分類，每個分類下設10個次分類。杜威分類的最大特色為採用阿拉伯數字，由3個整數組成，分別代表主分類、次分類及含小數點的細項分類。該分類結構屬分層結構，每層數字都遵循相同的層級。如果圖書館不需要非常詳細完整的分類層級，則可以縮減最小單位層級的數字來取得更通用的分類。舉例來說：
500 自然科學與數學（總論）
510 數學
516 幾何
516.3 分析幾何
516.37 度量微分幾何
516.375 芬斯勒幾何

## 外部連結
- （英文）DDC官方网站